# Giesecke & Devrient

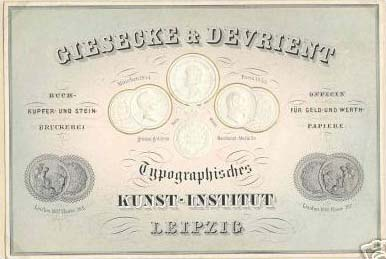
Стара реклама фірми (Ляйпціг, 1860-ті роки)

Гізікі та Деврієнт (нім. Giesecke & Devrient, G&D) — німецька компанія, штаб-квартира якої розташована у Мюнхені та яка спеціалізується на друку банкнот та цінних паперів, виробництві смарт-карток та сортувальників банкнот.

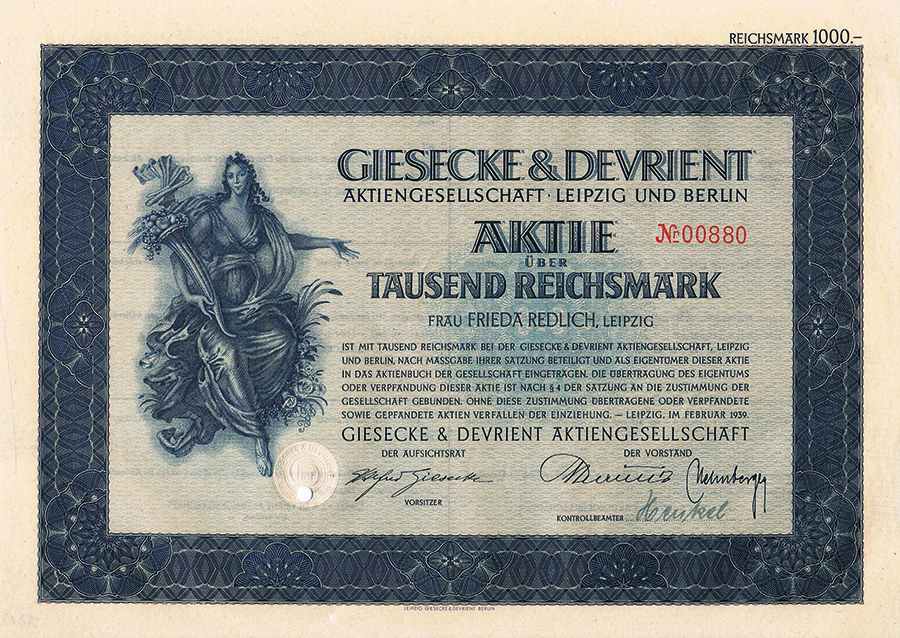
Акція компанії номіналом в 1000 рейхсмарок, 1939 р.

Компанія заснована у 1852 Германом Гізеке (Hermann Giesecke) та Альфонсом Деврієнтом (Alphonse Devrient) та спочатку спеціалізувалась на високоякісному друку, виготовленні на замовлення паперових грошей та цінних паперів. В період з 1850-х до 1870-х років компанія надрукувала деякі важливі біблійні видання Костянтина фон Тішендорфа (Constantin von Tischendorf). Репутація компанії, досягнута високою якістю друку, підтверджена на Міжнародній виставці в Парижі у 1867 р.
«Гізікі та Деврієнт» друкувала банкноти для уряду Веймарської республіки в 1920-х роках під час інфляції, яка стала одним з найвідоміших прикладів гіперінфляції. Також компанія друкувала квитки на ХІ Олімпійські ігри, що проводились у Німеччині в 1936 р. та виконувала замовлення іспанського уряду під керівництвом Франсіско Франко. Компанія виконувала друк валюти Мозамбіку під час гіперінфляційних процесів у цій країні на замовлення Роберта Мугабе.

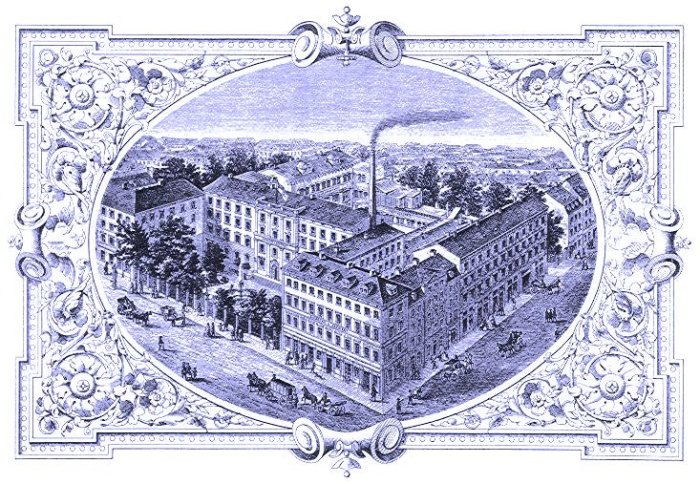
Зображення фабрики компанії у Ляйпцігу

В наші дні «Гізеке та Деврієнт» розширює сферу діяльності, яка тепер включає обробку готівки, виготовлення смарт-карток, систем ідентифікації та електронних платежів. Компанія — другий у світі виробник банкнот з щорічним доходом 2,45 млрд дол. США. Компанія має близько 50 спільних та дочірніх підприємств по всьому світі та керує поліграфічними фабриками у Німеччині (Мюнхен та Ляйпціг), а також у Оттаві та Онтаріо (Канада) та Куала-Лумпур (Малайзія).
Компанія виготовляє спеціальний папір для банкнот, чеків, бонів, сертифікатів, паспортів та квитків.
«Гізеке та Деврієнт» постачає банкноти Євро для німецького Бундесбанку та для багатьох інших країн, зокрема, Камбоджі, Хорватії, Ефіопії, Гватемали, Ямайки, Литви, Перу, Заїру та Зімбабве. В Японії компанія відома як виробник смарт-карток та банкнот.
Компанія має історію ведення бізнесу з Родезією та її державою-наступницею Зімбабве з 1965 року, постачаючи папір для банкнот, паспортів та інших офіційних документів для уряду під час гіперінфляції в Зімбабве.
У червні 2008 року посадові особи США заявили, що не будуть приймати жодних заходів проти компанії. 1 липня 2008 року правління компанії вирішило припинити постачання банкнот у Резервний банк Зімбабве негайно. Рішення було прийняте у відповідь на «офіційний запит» уряду Німеччини і пов'язане з міжнародними санкціями Європейського Союзу та Організації Об'єднаних Націй, накладеними на Зімбабве.